# Polisens grader i Finland
I Finland används följande tjänstegrader inom polisväsendet. 

## Tjänstegrader
|     |  | grad | motsvarighet i svenska polisen       |
| --- |  | --- | ------------------------------------ |
| 1.  |  | polisöverdirektör (poliisiylijohtaja) | rikspolischef                        |
| 2.  |  | polisdirektör (poliisijohtaja) - cheferna för centralkriminalpolisen och skyddspolisen, rektorn för Polisyrkeshögskolan samt polischefen för polisinrättningen i Helsingfors | polisdirektör                        |
| 3.  |  | polischef (poliisipäällikkö) | polisdirektör                        |
| 4.  |  | polisöverinspektör (poliisiylitarkastaja) - biträdande polischefen vid polisinrättningen i Helsingfors och biträdande chefer för riksomfattande polisenheter                 | biträdande polisdirektör             |
| 5.  |  | biträdande polischef (apulaispoliisipäällikkö) | polismästare                         |
| 6.  |  | polisinspektör (poliisitarkastaja) | polisintendent polisjurist           |
| 7.  |  | överkommissarie (ylikomisario) | poliskommissarie sektionschef        |
| 7.  |  | kommissarie (komisario) | poliskommissarie                     |
| 8.  |  | överkonstapel (ylikonstaapeli) | polisinspektör                       |
| 9.  |  | äldre konstapel (vanhempi konstaapeli) | polisassistent med 4 års anställning |
| 10. |  | yngre konstapel (nuorempi konstaapeli) | polisassistent                       |